# لینزلی کوکر
لینزلی کوکر (انگلیسی: Linzey Cocker؛ زادهٔ ۱۹ مهٔ ۱۹۸۷) یک هنرپیشه است.
از فیلم‌ها یا برنامه‌های تلویزیونی که وی در آن نقش داشته است می‌توان به دشمنان نزدیک اشاره کرد.